# Christophe Arleston
Christophe Arleston (Aix-en-Provence, 14 de agosto de 1963) é um autor de história em quadrinhos francês.

## Biografia
Arleston (pseudônimo de Christophe Pelinq) era um jornalista, redator e dramaturgo até que, no final da década de 1980 passou a se dedicar integralmente ao meio das histórias em quadrinhos.
Sua estreia se deu nas revistas Circus e Spirou, onde criou várias séries em estilos os mais variados.
O sucesso veio, contudo, em 1994 quando criou para a Soleil Productions a série Lanfeust, salvando a editora das dificuldades financeiras pelas quais atravessava.
Além das aventuras que se desenrolam no mundo mágico de Troy, desenhada por Didier Tarquin, Arleston também fez os roteiros para as aventuras dos Náufragos de Ythak, e em 2010 lançou o universo paralelo de Ekhö, com desenhos de Alessandro Barbucci.

## Prêmios
- 2002 - vencedor do Festival Internacional de banda desenhada de Angoulême, na categoria de HQs para crianças de 9-12 anos, com "Trolls de Troy".
- 2003 - Indicação para o prêmio do público, no mesmo Festival, por "Trolls de Troy".